# Najla El Mangoush
Najla Mangoush (arabe : نجلاء المنڨوش), est une  juriste et une femme politique libyenne, spécialisée dans la médiation des conflits et les transitions et processus de paix. Elle est ministre des Affaires étrangères au sein du gouvernement d'unité nationale du Premier ministre Abdulhamid Dbeibeh du 16 mars 2021 au 28 août 2023, date à laquelle elle est limogée. Elle est la première femme de l'histoire de la Libye à occuper ce poste et la quatrième dans le monde arabe.

## Biographie
Son parcours se déroule entre la Libye et les États-Unis, et entremêle périodes de formation et activités professionnelles. Juriste de formation, elle est diplômée de la faculté de droit de l'université de Benghazi en 1995, travaille quelques années dans le privé, puis reprend des études et obtient un master en droit pénal de 2007 à 2009 au sein de la même faculté. Elle y devient également enseignante, jusqu’en juin 2011.
La première guerre civile libyenne commence en janvier 2011, avec à la fois une révolution intérieure et des interventions internationales. Elle se traduit par la mort de Mouammar Kadhafi, et la chute de son régime, après plus de 40 ans de règne. Pendant la révolution de 2011, elle devient membre du Conseil national de transition libyen, chargée de coordonner les villes libyennes opposées au régime de Mouammar Kadhafi,.
Elle intervient ensuite, dans la période post-conflit, au sein de l’Institut des États-Unis pour la paix, en Libye jusque fin 2011 puis à Washington jusque fin 2014. Elle reprend également des études au Center for Justice and Peacebuilding (CJP) de l'Eastern Mennonite University (en) à Harrisonburg. Elle se spécialise sur la résolution des conflits, les transitions de la guerre à la paix et les processus de paix, de 2013 à 2015. Devenue boursière Fulbright ,  elle poursuit par un doctorat à l'École d'analyse et de résolution des conflits, à l'université George-Mason en Virginie.
Puis elle entame une carrière de chercheuse indépendante sur les questions de médiation des conflits, de négociation politique, de droit international et de justice transitionnelle, tout en enseignant, notamment à cette université George-Mason. Elle est membre de plusieurs organisations de la société civile, dont les Femmes libyennes pour la paix (Libyan Women's Platform for Peace, ou LWPP).
Dans son pays natal, la Libye, un cessez-le-feu fragile est en place à partir d’octobre 2020. En février 2021, Abdulhamid  Dbeibeh est proposé comme chef du gouvernement d’un nouveau gouvernement d'unité transitoire. Selon un plan des Nations unies, il s'agit de préparer les élections de fin décembre 2021 et de mettre fin au conflit sur ce territoire, qui dure depuis dix ans. Ce gouvernement d'unité nationale obtient la confiance  du parlement libyen le 10 mars et est assermenté mi-mars. Elle y  est nommée ministre des Affaires étrangères, devenant ainsi la première femme à occuper ce poste en Libye et la quatrième femme ministre des Affaires étrangères dans l'histoire du monde arabe. Elle s’emploie dès lors à donner un nouvel élan aux relations extérieures de la Libye.
Le 27 août 2023, après la diffusion de la rencontre entre Najla Mangoush et le ministre israélien Eli Cohen, elle est suspendue, et une enquête est ouverte à son encontre. Elle est limogée le lendemain et quitte le territoire libyen le même jour. Elle quite la Libye, d'abord pour la Turquie, puis pour Londres, où réside sa famille, par crainte pour sa sécurité, alors que l'affaire suscite un tollé croissant à Tripoli.

## Distinctions
Le 7 décembre 2021, Najla El Mangoush est nommée dans la liste  annuelle des 100 Women de la BBC en 2021 pour son travail sur « l'établissement de liens avec les organisations de la société civile ». En 2022, elle reçoit le Prix international de la femme de courage du Département d'État des États-Unis.